# Galeichthys ater
Galeichthys ater és una espècie de peix de la família dels àrids i de l'ordre dels siluriformes.

## Morfologia
- Els mascles poden assolir 45 cm de longitud total.[1]

## Alimentació
És carnívor: menja invertebrats bentònics, principalment anèlids.

## Hàbitat
És un peix marí, de clima subtropical i associat als esculls de corall.

## Distribució geogràfica
Es troba a Sud-àfrica.